# Plaza de la Liberación (Larache)
La plaza de la Liberación, también conocida como plaza de España, y oficialmente desde su inauguración hasta el fin del protectorado español en Marruecos en 1956, es una plaza pública situada en la ciudad de Larache, Marruecos.
La plaza, de forma elíptica, es la plaza central y principal de la ciudad. Aquí desembocan las principales avenidas de la ciudad- las avenidas Mohamed V (antigua avenida Reina Victoria), Mulay Ismaíl, Mohamed Zerktouni y Mohamed Ben Abdellah. La plaza une la medina de la ciudad al oriente con el ensanche español al occidente.
Alrededor de la plaza se encuentra la entrada a la medina, el Hotel España (el antiguo Casino Español de Larache), el Hotel Cervantes y el consulado de España en Larache al norte.

## Historia

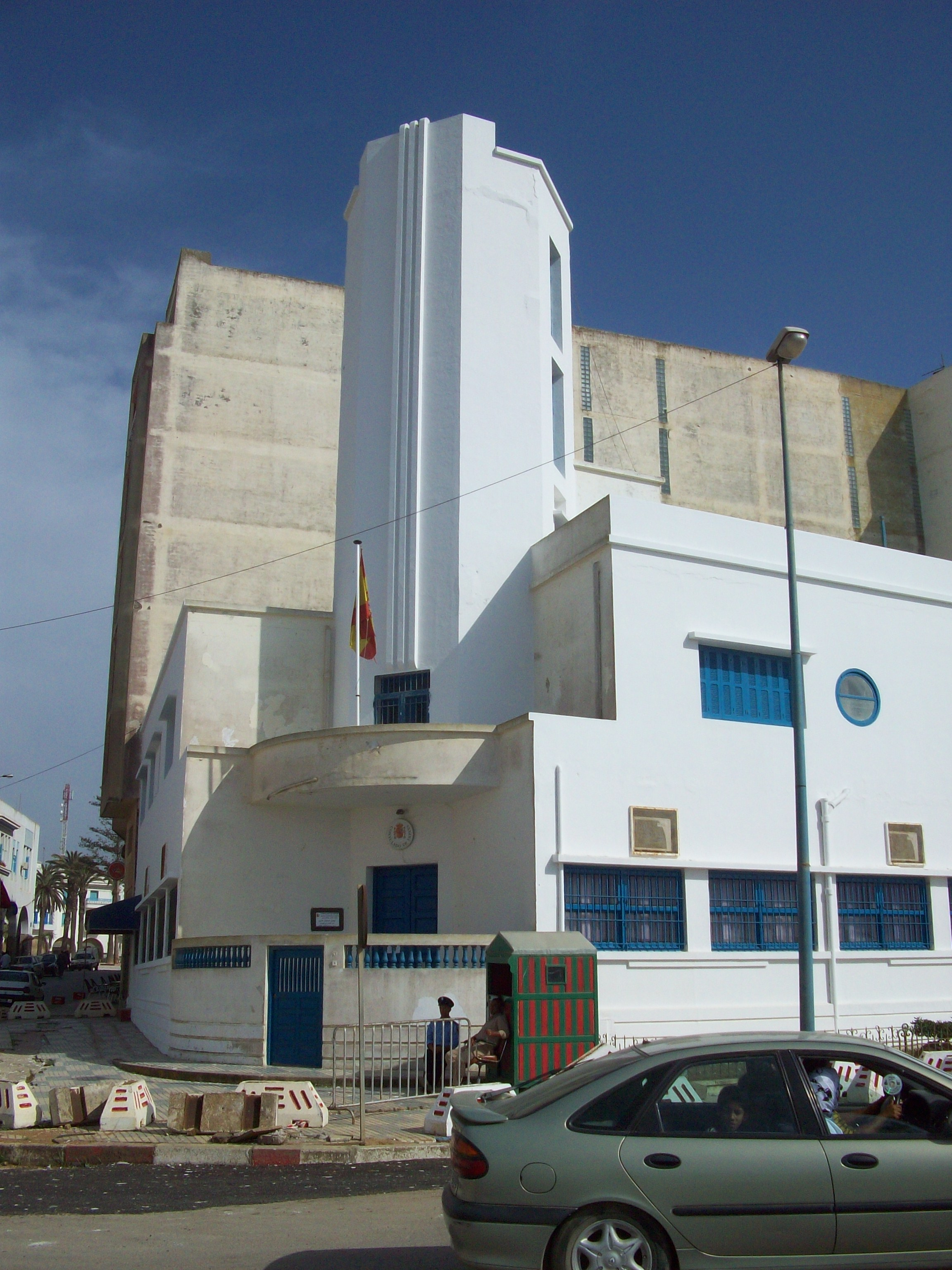
Consulado de España en Larache en el bulevar de la Corniche.

La plaza fue construida a partir de 1914 por los españoles con el nombre de «plaza de España», nombre que aún perdura entre residentes de la ciudad. La plaza conformaba el centro social, cultural y político de la ciudad construida por los españoles. Después de 1956, con el fin del protectorado español de Marruecos, el nombre cambió a ser «plaza de la Liberación».

## Diseño
La plaza ha tenido varias diseños paisajísticos durante los años, pero siempre manteniendo su forma elíptica. En su diseño original, la plaza estaba rodeada de jardines con bancos y azulejos. Más tarde se sembraron pequeños árboles y luego palmeras. Su diseño actual es de plaza peatonal rodeada de pequeños jardines con palmeras.